# Efeu-Prunkwinde
Die Efeu-Prunkwinde (Ipomoea hederacea) ist eine Pflanzenart aus der Gattung der Prunkwinden (Ipomoea) aus der Familie der Windengewächse (Convolvulaceae).

## Beschreibung
Die Efeu-Prunkwinde ist eine einjährige Kletterpflanze, die bis zu vier Meter lang wird. Die Krone ist zwei bis vier Zentimeter lang. Die Blätter sind eiförmig und ganz oder dreilappig, manchmal auch fünflappig. Der Kronsaum ist blau, purpurn oder weiß gefärbt und hat einen Durchmesser von zwei bis drei, selten bis 3,5 Zentimeter. Die Kelchblätter verschmälern sich zur Spitze hin allmählich linealisch. Während der Fruchtzeit ist die Spitze der Kelchblätter weit zurückgebogen.
Die Blütezeit reicht von Juli bis September.
Die Chromosomenzahl beträgt 2n = 30.

## Vorkommen
Die Art kommt ursprünglich aus Mexiko; sie ist aber im tropischen und subtropischen Amerika und Asien ein Neophyt.

## Nutzung
Die Efeu-Prunkwinde wird selten als Zierpflanze für Spaliere und Balkonkästen genutzt. Die Art ist seit spätestens 1597 in Kultur.